# ديفيد لويس (موسيقي)
ديفيد لويس (بالإنجليزية: David Lewis)‏ هو موسيقي أسترالي، ولد في 1960 في هاميلتون في أستراليا.